# Rotterdami kikötő

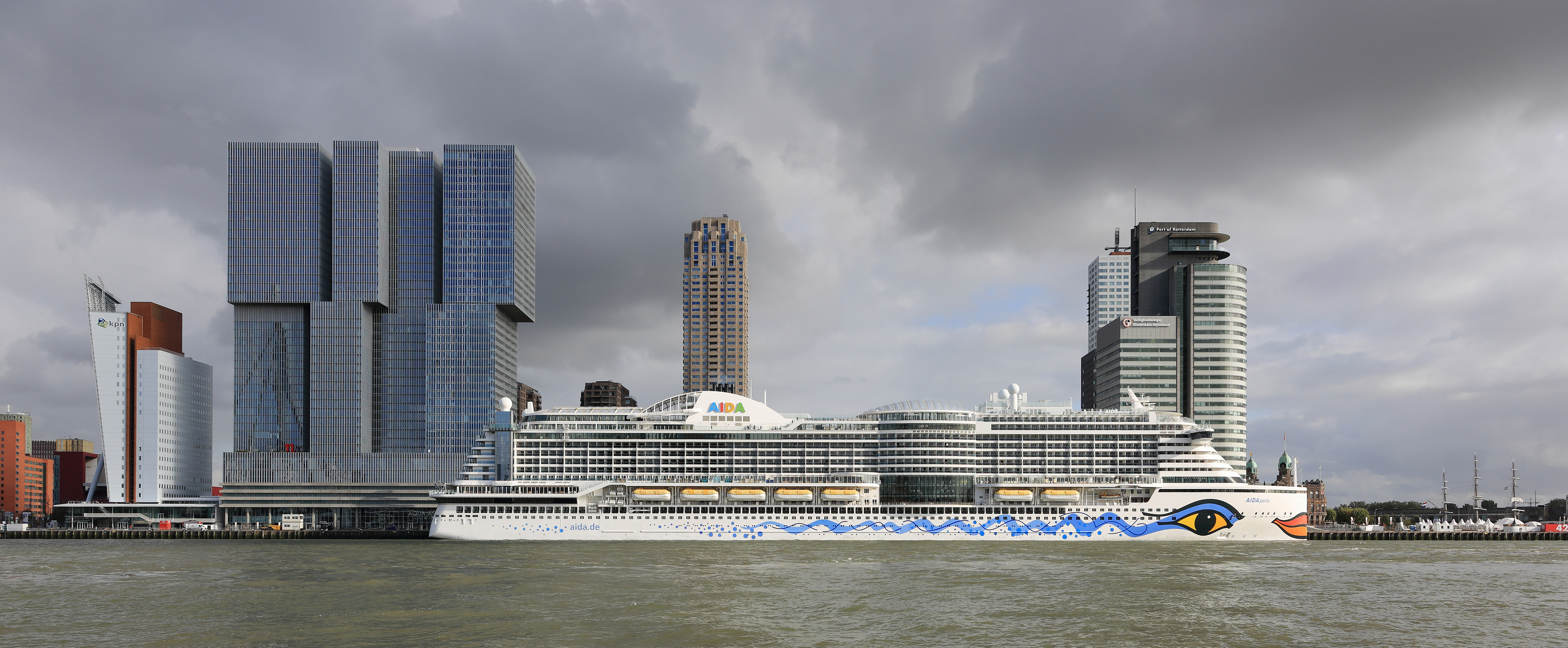
Az AIDAperla tengerjáró hajó a rotterdami Wilhelmina mólónál a De Rotterdam épülettel és a nemzetközi kikötővel

A Rotterdami kikötő Európa legnagyobb forgalmú kikötője, Rotterdam városában és annak közelében, Dél-Holland tartományban, Hollandiában található. 2004-ig a világ legnagyobbja is volt, de mára Sanghaj és Szingapúr átvette a vezető szerepet.
1962-től 2004-ig a világ legforgalmasabb kikötője volt az éves rakománytonna alapján. Először 2004-ben előzte meg a szingapúri kikötő, azóta pedig Sanghaj és más nagyon nagy kínai tengeri kikötők. 2020-ban Rotterdam volt a világ tizedik legnagyobb konténerkikötője a kezelt húsz láb egyenértékű egységek (TEU) számát tekintve. 2017-ben Rotterdam volt a világ tizedik legnagyobb teherkikötője is az éves rakománytonnát tekintve. 2017-ben Rotterdam volt a világ tizedik legnagyobb teherkikötője az éves rakománytonnát tekintve.
A 105 négyzetkilométeres Rotterdam kikötője ma már 40 kilométeres távolságban terül el. A városközpont történelmi kikötőterületéből áll, beleértve a Delfshavent; a Maashaven/Rijnhaven/Feijenoord komplexumot; a Nieuw-Mathenesse, Waalhaven, Vondelingenplaat, Eemhaven, Botlek, a Calandkanaal, Nieuwe Waterweg és Scheur (az utóbbi kettő a Nieuwe Maas folytatása) mentén fekvő Europoort kikötőket; és az Északi-tengerbe nyúló, rekultivált Maasvlakte területet. A rotterdami kikötő a Rajna-Maas-Scheldt deltájának közepén található. Rotterdam határain belül öt kikötői koncesszióval (kikötővel) rendelkezik, amelyeket különálló társaságok üzemeltetnek Rotterdam általános fennhatósága alatt.
Rotterdam öt különálló kikötői területből és három elosztó parkból áll, amelyek az európai kontinens több mint 500 000 000 fogyasztójának igényeit elégítik ki.
A kikötőből a német iparvidékek felé egy közvetlen, csak a teherszállítás érdekében kiépült vasútvonal vezet, a Betuwe-vonal.

## Jellemzői
- A kikötő a 14. században kezdte meg működését
- Területe: 105 km²
- Kiterjedése: 40 km
- Alkalmazottak száma: 1100 (2016)